# Mike Reynolds (architetto)
Michael E. Reynolds, detto Mike (Louisville, ...), è un architetto statunitense conosciuto per l'ideazione e la costruzione di un tipo particolare ed innovativo di casa biosostenibile battezzato, da lui stesso, Earthship.
Molto critico verso l'architettura per come viene comunemente interpretata, è un sostenitore della corrente definita radically sustainable living ovvero egli sostiene la necessità di costruire un tipo di abitazione totalmente indipendente, che non necessiti di alcuna utenza.